# Yaakov Neeman
Yaakov Neeman (hebraisk: יעקב נאמן; født 16. september 1939 i Tel Aviv, død 1. januar 2017 i Jerusalem) var en israelsk jurist, advokat og politiker.
Neeman blev født i en religiøs zionistisk familie i Tel Aviv under mandatperioden. Han blev uddannet ved Midrashiat Noam yeshiva, en konservativ religiøs skole, i Kfar Saba, og afsluttede sin værnepligt i Golani Brigaden. Han fortsatte med at studere jura ved det hebraiske universitet i Jerusalem, hvor han afsluttede med en bachelor i 1964. I 1965 blev han Master of Laws fra New York University, og i 1968, en LL.D. Efter hjemkomsten til Israel i 1972 grundlagde han advokatfirmaet Herzog, Fox & Ne'eman, sammen med israels kommende præsident Chaim Herzog.
Neeman blev udnævnt som direktør for finansministeriet i 1979 og bestred posten indtil 1981. I juni 1996 blev han udnævnt til justitsminister i den israelske regering af premierminister Benjamin Netanyahu fra Likud på trods af ikke at være medlem af Knesset. To måneder senere fratrådte han, efter at statsanklageren Michael Ben-Yair indledte en undersøgelse af påstande om, at Neeman havde forsøgt at påvirke vidner i retssagen mod MK Aryeh Deri. Neeman blev til sidst renset og vendte tilbage til regeringen i juli 1997 som finansminister indtil afgangen af Netanyahus regering ved valget i 1999.
I marts 2009, efter Netanyahus tilbagevenden til magten som Israels premierminister, blev Neeman atter udnævnt som justitsminister.

## Politiske synspunkter
Den 8. december 2009, mens han var justitsminister, udtalte Neeman, at han mente, at de religiøse jødiske love Halakha (~ Sharia) gradvist skal gøres til bindende lov i Israel, med det ultimative mål om at gøre Israel til en "Halakhic stat". Neeman nægtede senere udtalelserne og understregede, at "Knesset er den lovgivende forsamling i Israel, og fortolkningen af lovene forretages af de civile domstole." Han sagde, at han kun gik ind for brugen af religiøse domstole for at "løse finansielle tvister i overensstemmelse med principperne i jødisk lov. Retssystemet i Israel er overbebyrdede, derfor bør sager overføres til et alternativt system."
Han døde nytårsdag 2017 i en alder af 77 år. Han blev dagen efter begravet på den Jødiske kirkegård på Oliebjerget.